# El Omar Fardi
Pour les articles homonymes, voir Fardi.
El Omar Fardi, né le 22 avril 2002 à Marseille est un footballeur international comorien évoluant au poste de défenseur central. Il évolue avec les équipes de jeunes de l'Olympique de Marseille. Il a aussi la nationalité française.

## Biographie

### Carrière en club
El Omar Fardi débute le football à l'AS Busserine, un club des Quartiers nord de Marseille, il rejoint l'Olympique de Marseille en 2018. Il évolue avec l'équipe des moins de dix-neuf ans et joue un match en équipe réserve lors de la saison 2019-2020 de National 2 contre Jura Sud.

### Carrière internationale
El Omar Fardi est appelé pour la première fois en sélection nationale comorienne pour le tour de qualification de la Coupe arabe de la FIFA 2021 contre la Palestine à Doha le 24 juin 2021. Il est titulaire lors de ce match où les Comoriens s'inclinent largement sur le score de cinq buts à un, échouant donc à se qualifier pour la phase finale prévue à la fin de l'année,.

## Statistiques

### Liste des matches internationaux
| Matches internationaux de El Omar Fardi | Matches internationaux de El Omar Fardi | Matches internationaux de El Omar Fardi | Matches internationaux de El Omar Fardi | Matches internationaux de El Omar Fardi | Matches internationaux de El Omar Fardi | Matches internationaux de El Omar Fardi |
|                                         | Date                                    | Lieu                                    | Adversaire                              | Résultat                                | Compétition                             | Notes                                   |
| --------------------------------------- | --------------------------------------- | --------------------------------------- | --------------------------------------- | --------------------------------------- | --------------------------------------- | --------------------------------------- |
| 1.                                      | 24 juin 2021                            | Stade Jassim-bin-Hamad, Doha, Qatar     | Palestine                               | 5 - 1                                   | Coupe arabe de la FIFA 2021             | Titulaire.                              |